# Sarah Bernhardt
Sarah Bernhardt (rozená Henriette-Marie-Sarah Bernardt, 22. října 1844 Paříž – 26. března 1923 Paříž), byla francouzská herečka, divadelní osobnost 19. a počátku 20. století.

## Životopis
Narodila se 22. října 1844 v Paříži. Byla nejstarší a nemanželskou dcerou Judith-Julie Bernardtové, která sama byla dcerou nizozemského varietního podnikatele židovského původu (možná také podvodníka) jménem Moritz Baruch Bernardt. Její matka byla povětšinou nemajetná (sans le sou) a působila v Paříži jako kurtizána pod jménem „Youle“. Sarah Bernhardt se ale v roce 1915 sama bez patřičného oprávnění prohlásila za dceru páru Judith van Hard a Édouard Bernardt z přístavního města Le Havre. Chtěla pomocí tohoto postupu získat francouzské občanství a oprávnění k tomu, aby obdržela Řád Čestné legie, což se jí také podařilo.
Na přání svého (neznámého) otce byla Sarah Bernhardtová pokřtěna, poté byla svěřena do pěstounské péče. Ve svých osmi letech, roku 1852, byla odeslána do pensionátu a od roku 1854 navštěvovala klášterní školu ve Versailles. Roku 1858 pro ni vévoda de Morny (Duc de Morny), nevlastní bratr Napoleona III. a milenec její matky, vymohl výuku herectví v divadle Comédie-Française.
Po čtyřech letech studia (roku 1862) debutovala v titulní roli Racinova dramatu Ifigenie v divadle Gymnase. Již v této roli používala své umělecké jméno Sarah. Na slavnost k Molièrovu výročí 15. ledna 1863 Bernhardtová vzala svou mladší sestru	Jeanne-Rosine, která si omylem stoupla na vlečku šatů herečky Zaïre-Nathalie Martelové, známé jako Madame Nathalie. Madame dívku odstrčila tak hrubě, že ta se nárazem do kamenného sloupu zranila na čele, obě na sebe začaly křičet. Bernhardtová dala madame Nathalie facku a strhla se rvačka. Thierry žádal Bernhardtovou, aby se omluvila, a protože odmítla, ponechal si v souboru starší členku společnosti a Bernhardtovou z divadla propustil. Poté hrála do roku 1864 spíše vedlejší role na malých scénách, než odjela na pozvání Alexandra Dumase staršího do Bruselu. Jejím obivovatelem tam byl belgický kníže Henri de Ligne, který se s ní chtěl oženit, ale jeho rodina se proti tomuto kroku postavila, i když mu Bernhardtová roku 1864 porodila syna, pokřtěného jménem Maurice. 
V letech 1866-1872 Sarah Bernhardtová vystupovala v pařížském divadle Odéon v Lucemburských zahradách (Jardin de Luxembourg), mimo jiné ve hře Kean od Alexandra Dumase staršího.
V prusko-francouzské válce (1870) byla uzavřena divadla. V tomto období pečovala Sarah Bernhardtová o raněné a po válce se opět mohla vrátit do Comédie-Française.
V tomto období začal její vzestup a brzy se stala divou tehdejší doby. Ve Francii byla kritikou oslavována jako „la voix d’or“ (zlatý hlas) či „la divine“ (božská). 

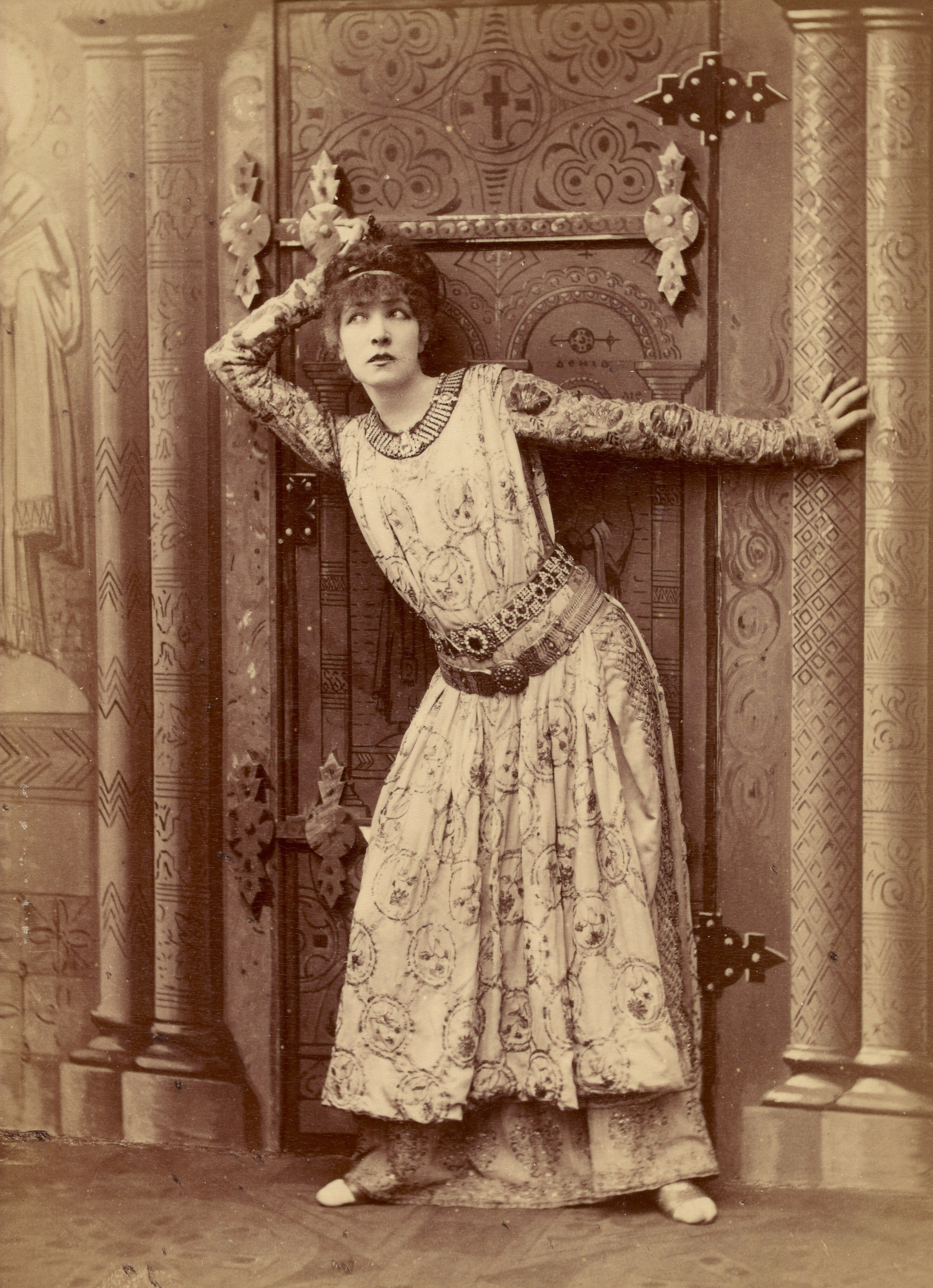
Sarah Bernhardtová v roli byzantské císařovny Theodory v dramatu Fedora od Victoriena Sardou (1884)

 V roce 1873 bylo otevřeno divadlo Théâtre de la Renaissance, v němž Bernhardtová nejdříve hostovala a od konce 80. let hrála jako stálá dramatická umělkyně, protagonistka a spolumajitelka. Excelovala například v dramatu Fedora o byzantské císařovně Theodoře I.  od Victoriena Sardou, kde si s ní zahrál Jacques Damala. Uvedla tam své nejslavnější role, avizované často plakáty od Alfonse Muchy. Byla to Gismonda, Dáma s kaméliemi, Tosca, Lorenzaccio či Samaritánka, další plakáty pro ni kreslil Henri de Toulouse-Lautrec.  V letech 1893-1899 syn Maurice vykonával funkci ředitele divadla.
Sedmiletou epizodou jejího života byl Řek Jacques Damala, za něhož se v roce 1882 vdala. Působil jako atašé řeckého vyslanectví v Paříži, věnoval se amatérsky herectví a proto se angažoval v divadle.Damala na scéně výrazným řeckým akcentem vzbuzoval u diváků smích. Damala byl také závislý na morfiu a hazardních hrách a své vášně začal financovat ze zisků divadla. Divadlo se brzy dostalo do finančních potíží a poté zbankrotovalo. Manželé však již od konce roku 1882 žili odděleně. Když Damala v roce 1889 zemřel, dala mu Bernhatdová zhotovit náhrobek v Aténách. Dočasný finanční úpadek divadla vyrovnávala úspěchy na různých pařížských scénách i na zahraničních turné.
Její zásluhy byly oceněny v roce 1906, kdy byla jmenována profesorkou na pařížské konzervatoři. Od roku 1915 byla členkou Čestné legie.
Roku 1905 utrpěla úraz kolena, v jehž důsledku musela roku 1915 podstoupit amputaci pravé nohy pod kyčelním kloubem. I potom hrála, dávala se nosit na jeviště na křesle. Angažovala se během první světové války, kdy hrála pro vojáky ve stanech, stodolách a lazaretech na improvizovaných jevištích.
Sarah Bernhardtová zemřela 26. března 1923 v Paříži na selhání ledvin a byla pochována na tamním hřbitově Père Lachaise.
Kromě hereckého umění proslula Sarah Bernhardtová i jako excentrická a náladová hvězda, která měla několik milenců, jako byli například Charles Haas, Mounet-Sully či malíř a ilustrátor Gustave Doré. Doma spala a studovala některé role v rakvi, v bytě chovala kromě domácích zvířat (psů, a koček) i exotická zvířata jako papouška, opici, geparda, chameleona, hada a krátce i lva.

## Tvorba

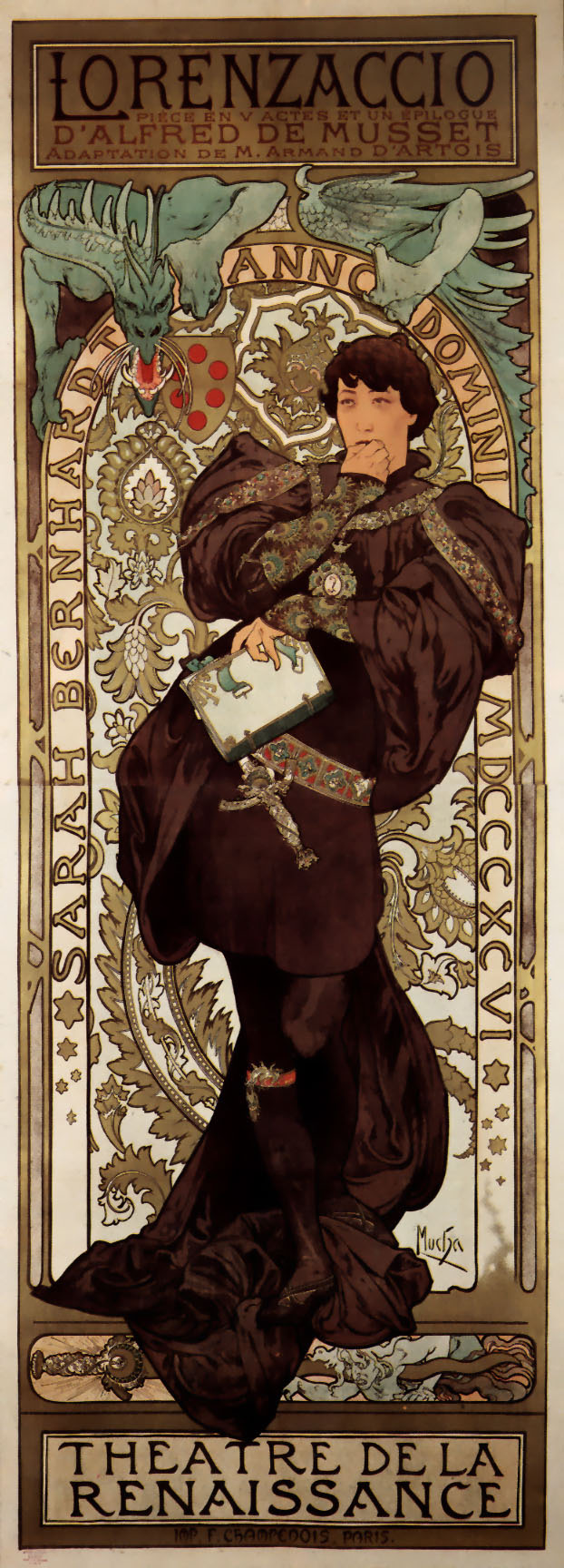
Plakát Alfonse Muchy k premiéře hry Lorenzaccio v roce 1896 v divadle Théâtre de la Renaissance

Sarah Bernhardtová byla mnohostranná, talentovaná herečka, dosáhla úspěchu jak v klasickém repertoáru, tak v moderních hrách. hrála ženské i mužské role. Proslula krásným hlasem, pohybovou elegancí a temperamentem, tyto vlastnosti z ní dělaly ideální herečku v období romantismu, které si potrpělo na vnější patos projevu, deklamace a velká rozmáchlá gesta. Největšího úspěchu dosahovala ve francouzských moderních hrách, přesto nelze opomíjet i její úspěšné ztvárnění nefrancouzského dramatu. Zajímavostí je, že dokázala ztvárnit i řadu mužských rolí, z nichž nejznámější se stalo její vystoupení v roli Hamleta od Williama Shakespeare (1899). V díle L’aiglon (Orlík) od Edmonda Rostanda ztvárnila roli vévody Zákupského, v Mussetově hře Lorenzaccio pak titulní roli Lorenza Medicejského.
Velký úspěch měla jako Faidra v dramatu Faidra a Hyppolit od Jeana Racina. Dalšími výraznými rolemi byla její španělská královna Marie Anna ve hře Ruy Blas od Victora Huga a  Doňa Sol v tragédii Hernani od téhož dramatika. Ústřední hrou jejího života byla Dáma s kaméliemi, kterou pro ni napsal Alexandre Dumas mladší, tento příběh odpovídal nejen vkusu tehdejšího publika, ale i jejímu temperamentu a Sarah Bernhardtová hrála v této divadelní hře v Theatre de la Renaissance od roku 1880 až do vysokého věku. Tuto hlavní roli hrála i ve filmu z roku 1911 (La Dame aux camélias), kdy jí bylo již šedesát sedm let.
Ve filmu vystupovala Sarah Bernhardtová poprvé v roce 1900 (Le Duel d’Hamlet). Po tomto filmu zaujala k tomuto umění negativní postoj, přesto však ještě hrála ve filmu Tosca (1909) a roku 1912 ve filmu Lásky královny Alžběty.
Sarah Bernhardtová mj. vedla několik divadel v Paříži, ve kterých také vystupovala. Nejvýznamnější z nich bylo Theatre des Nations, které přejmenovala na Theatre Sarah Bernhardt. Tento název má divadlo dodnes.

### Turné
Významnou součástí umělecké činnosti Sarah Bernhardtové byla její vystupování v cizině, na která jezdila s vlastní hereckou společností. Roku 1879 v Londýně, roku 1880 absolvovala šestiměsíční turné po Spojených státech, kde navštívila 51 měst. V roce 1881 a následně pak v roce 1882 (z finančních důvodů) absolvovala velké evropské turné, při němž navštívila Rusko, Itálii, Řecko, Maďarsko, Švýcarsko, Dánsko, Belgii a Nizozemí. Mezi roky 1886 a 1889 vystupovala několikrát v USA a v letech 1891 až 1893 absolvovala světové turné. Zajímavostí je, že odmítala vystupovat v Německu.

### Nedivadelní tvorba
Sarah Bernhardtová byla mimo divadelní působení i literárně činná, psala lehké divadelní hry a romány, v této činnosti však nebyla příliš úspěšná, její nejúspěšnější dílo jsou její memoáry Můj dvojí život (Ma double vie) z roku 1907.
Vyjma vlastní tvorby přeložila několik divadelních her.
Kromě literatury se ještě věnovala malbě a sochařství.

### Sarah Bernhardtová v umění

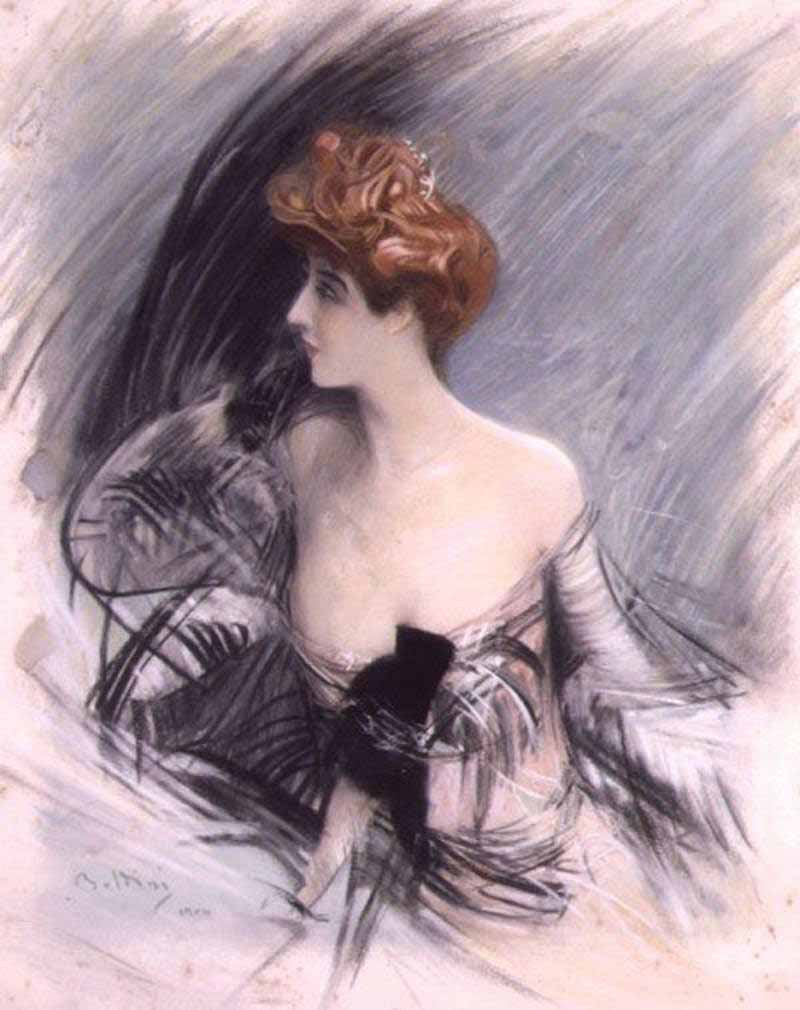
Portrét od Giovanniho Boldiniho

Roku 1894 pověřila Sarah Bernhardtová Alfonse Muchu vytvořením návrhu na plakát. Mucha k němu (stejně jako v dalších případech) jako předlohu užíval fotografie. S výsledkem byla spokojena a od té doby pověřovala Muchu dalšími zakázkami na plakáty, kulisy, roku 1896 ztvárnil Mucha na plakátu Sarah Bernhardtovou jako Dámu s kaméliemi. Toto dílo je považováno za jeden z vrcholů secesní grafiky prvního období, podobně jako další Muchovy plakáty ke hrám Lorenzaccio nebo Médea. Kromě toho pro ni Mucha navrhl šperky, nejznámější z nich prováděl pařížský klenotník Georges Fouquet.
Její život byl ztvárněn ve filmu Neuvěřitelná Sarah (Incredible Sarah) z roku 1976 s Glendou Jacksonovou v titulní roli.
Její život inspiroval mnoho umělců a spisovatelů, nejznámější je Marcel Proust, kterého její postava inspirovala k postavě herečky jménem La Berma v jeho díle Hledání ztraceného času.
V době, kdy bylo velmi populární portrétování celebrit, ji jako první fotograficky zachytil slavný Nadar. Americký fotograf Napoleon Sarony údajně Bernhardtové platil 1 500 dolarů za to, že mu pózovala před fotoaparátem, což odpovídá svou hodnotou dnešním 20 000 amerických dolarů.
V Česku měla v roce 2015 premiéru hra Božská Sarah (původní anglický titul Sarah) autora Johna Murella s Ivou Janžurovou v hlavní roli.

## Návštěvy v Praze
Sarah Bernhardt navštívila dvakrát Prahu. V Národním divadle vystoupila 14. listopadu 1888 ve hře Frou-Frou autorů Henriho Meilhaca a Ludovica Halévyho. Druhý den hrála ve hře Fédora francouzského dramatika Victoriena Sardoua. 24. října 1892 vystoupila opět v Národním divadle ve hře Dáma s kaméliemi od Alexandra Dumase mladšího a o den později ve hře Victoriena Sardoua Kleopatra. K jejímu uvítání napsal Jaroslav Vrchlický fejetón, Jan Neruda se s typickou jízlivostí podivoval nad rozpory v publikovaných datech jejího narození. Mezi mnoha dary dostala také soupravu šperků.